# Dirt Rally
Dirt Rally – komputerowa gra wyścigowa wyprodukowana i wydana przez Codemasters 7 grudnia 2015 roku na komputery osobiste. Wersja na PlayStation 4 i Xbox One zadebiutowała w kwietniu 2016 roku.
Gra była w produkcji od 2012 roku i powstała przy użyciu silnika Ego 3.0. Na kilka miesięcy przed premierą udostępniono jej wczesną wersję na Steamie. Dirt Rally zostało pozytywnie przyjęte w mediach. Chwalono dobry model jazdy, optymalizację i czytelny interfejs użytkownika.

## Rozgrywka
Dirt Rally to gra wyścigowa, gdzie zadaniem gracza jest pokonanie danej trasy jak najszybciej i tak żeby nie uszkodzić pojazdu. Trzonem gry jest tryb kariery, w którym postać startuje w mistrzostwach i zdobywa punkty za przejechanie poszczególnych tras. Za zarobione pieniądze w trybie kariery istnieje możliwość zakupu nowych samochodów, które są podzielone na kilka kategorii. W grze dostępnych jest ponad 40 licencjonowanych samochodów. Pozostałe dwa tryby to hillclimb i rallycross. W pierwszym z nich celem jest dotarcie na szczyt góry, a w drugim wyścigi odbywają się na zamkniętych torach. W trakcie pokonywania kolejnych tras samochód gracza ulega zniszczeniom. Drobne szkody można naprawić pomiędzy odcinkami, natomiast większe uszkodzenia np. dachowanie czy zniszczenie silnika automatycznie kończą wyścig.
Istnieje także możliwość zatrudnienia kilku mechaników do naprawy samochodu. W zależności od ich profilu i zdobytych umiejętności mogą szybciej naprawiać dane części lub rodzaje pojazdów. Gracz może konkurować z innymi ludźmi w trybie wieloosobowym. Polega to na czasowych wyzwaniach (np. dzienne), gdzie postać pokonuje trasę pojedynczo, a po jej zakończeniu wyniki są porównywane z innymi osobami.

## Produkcja
Prace nad grą ruszyły w 2012 roku po tym jak Codemasters wydało Dirt Showdown. Dirt Rally zostało zaprojektowane przy użyciu silnika gry Ego 3.0. W grze zaimplementowano nowy system fizyki, który został przebudowany od podstaw. 27 kwietnia 2015 udostępniono wczesną wersję gry na platformie Steam. Główny projektant Dirt Rally Paul Coleman przyznał, że udostępnienie gry we wczesnym dostępie było spowodowane brakiem wiary w sukces produkcji. Jego zdaniem „Gry wyścigowe to nisza, rajdowe – to już nisza niszy. A my dodaliśmy do tego jeszcze symulację”. Coleman przyznał, że studio przeznaczyło małą ilość pieniędzy na marketing. Po premierze gry pracownicy Codemasters odzyskali wiarę w swoje możliwości i gry rajdowe.
Wersja na konsole Xbox One i PlayStation 4 została wydana 5 kwietnia 2016 roku i zawiera nowe trasy i samochody. Kolejną nowością są filmy instruktażowe dostępne z menu gry. Nowe elementy zostały udostępnione na komputery osobiste w postaci darmowej aktualizacji. Oprócz edycji podstawowej została przygotowana także edycja kolekcjonerska w steelbooku.

## Odbiór
Przemysław Zamęcki z serwisu Gry-Online wystawił grze ocenę 9/10 i pochwalił między innymi realizm prowadzenia pojazdu, długość tras i optymalizację gry. Zwrócił też uwagę na przejrzysty i pozbawiony zbędnych opcji interfejs. Negatywnie wyraził się o skromnym modelu zniszczeń i małej liczbie tras. Damian Milczarek z Eurogamera pozytywnie opisał warstwę graficzną zwracając uwagę na wysoką jakość deszczu i krajobrazów. Podobnie do Przemka, Damian dobrze ocenił interfejs i uznał go za lepszym niż w poprzednich odsłonach serii. Redaktor skrytykował natomiast fakt, że gracz musi długo zbierać pieniądze, żeby mógł kupić sobie nowsze samochody.
Redaktor Luke Reilly był pod wrażeniem modelu sterowania pojazdami i tego jak twórcom udało się go poprawić od czasów wczesnej wersji. Pochwalił także oprawę graficzną i przyznał, że modele samochodów wyglądają lepiej od tych w Grid: Autosport. Jego uwagę przykuły także drobne elementy takie jak latające drony czy ślady mokrego błota na tym, które już wyschło. Luke negatywnie ocenił sposób w jaki gracz musi przechodzić tryb kariery. W celu odbycia kolejnych mistrzostw postać musi kupić nowy pojazd, na który musi wcześniej zdobyć pieniądze. W pierwszym tygodniu po premierze gra sprzedała się na rynku detalicznym o 197% lepiej niż  Dirt Showdown.
Richard Wakeling z GameSpotu pozytywnie wypowiedział się o porcie gry na PlayStation 4. Jako zalety opisał bardzo dobrą jakość techniczną i dużą ilość tras do pokonania. Za wadę uznał tryby hillclimb i rallycross, które jego zdaniem są ubogie w stosunku do reszty gry. Podobnie do innych recenzentów Richard uznał, że zbieranie pieniędzy na nowe samochody trwa zbyt długo. Recenzję podsumował stwierdzeniem, że Codemasters udało się wrócić do dobrej formy, a ich gra jest najwyższej jakości.